# Patrice Mac-Mahon
Marie Edmé Patrice Maurice Mac-Mahon, duc de Magenta (født 13. juli 1808 i Sully i Saône-et-Loire i Frankrig, død 16. oktober 1893 i Montcresson i Loiret) var en franskmand af irsk afstamning. Han var Frankrigs statschef (1873 til 1875) og den første af Den tredje franske republiks præsidenter (1875-1879). 
Før han blev statchef havde han en lysende militær karriere, først i Algeriet, derefter under Krimkrigen og Den østrigsk-sardinske krig. Han var også en af de centrale marskaler under den fransk-preussiske krig 1870-1871 (som Frankrig tabte), og var i 1871 med til at nedslå Pariserkommunen. 